# Viktor Zubkov (basquetebolista)
Viktor Alekseyevich Zubkov (cirílico:Виктор Алексеевич Зубков) (Rostóvia do Dom, 24 de abril de 1937 – 16 de outubro de 2016) foi um basquetebolista russo que atuou como pivô.
Defendeu o CSKA Moscou e integrou a Seleção Soviética que conquistou duas medalhas de prata disputadas nos Jogos Olímpicos de Melbourne 1956 e em Roma 1960.